# Razak Omotoyossi
Razak Omotoyossi (ur. 8 października 1985 w Lagos, zm. 19 sierpnia 2025) – piłkarz reprezentujący Benin, grający na pozycji napastnika.

## Kariera
Rozpoczął swoją karierę w ojczystej Nigerii, lecz została ona szybko zakłócona kiedy Nigeryjski Związek Piłki Nożnej ogłosił karę pięcioletniego zawieszenia dla Omotoyossiego za rzekomy atak na sędziego podczas meczu nigeryjskiej Premier League między jego klubem Sunshine Stars i drużyną Enyimba FC. Podczas następnego sezonu występował w lidze Beninu, gdzie już w tym samym roku zmienił obywatelstwo.
Wśród różnych osiągnięć, Omotoyossi strzelił pierwszego gola dla Beninu w młodzieżowych Mistrzostwach Świata i wyrównał stan meczu dla Sheriffa Tyraspol w doliczonym czasie gry przeciwko Spartakowi Moskwa w drugiej rundzie kwalifikacji Ligi Mistrzów. Przyszedł do Sheriffa, klubu mołdawskiego w listopadzie 2005 roku. W marcu 2007 roku wyjechał na testy do Hapoelu Kefar Sawa, klubu pierwszej ligi Izraela, którego trenerem był były Eli Ochanna. Omotoyossi ostatecznie nie został kupiony.
W swoim pierwszym sezonie w Allsvenskan Omotoyossi strzelił dla Helsingborga 14 goli w 23 meczach. Dzięki temu został królem strzelców ligi szwedzkiej, dzieląc ten tytuł z napastnikiem IFK Göteborg Marcusem Bergiem, który zdobył 14 goli w 17 meczach. Po fazie grupowej Pucharu UEFA w sezonie 2007/08, miał na swoim koncie sześć zdobytych bramek w sześciu meczach, co czyniło go najlepszym strzelcem rozgrywek wespół z partnerem z drużyny Henrikiem Larssonem i Lucą Tonim z Bayernu Monachium. To imponujące osiągnięcie zwróciło uwagę holenderskiego SC Heerenveen, które szukało następcy dla szykującego się do odejścia brazylijskiego napastnika Afonso Alvesa. Po zamknięciu styczniowego okienka transferowego ujawniono, że Omotoyossi odrzucił ofertę przenosin do FC Groningen, gdzie dołączyłby do współkróla strzelców Allsvenskan Marcusa Berga. Transfer ten, który zatwierdził trener Helsingborgs IF Bo Nilsson kosztowałby holenderski klub więcej, niż Sheffield United zapłaciło za Lutona Sheltona, kiedy opuszczał Helsingborg za 2 miliony funtów.
Portsmouth okazało się faworytem w wyścigu po afrykańskiego napastnika o umiejętnościach podobnej jakości do tych oferowanych przez Benjaniego Mwaruwariego, który właśnie odszedł.
Był także łączony z transferem do Shefield United podążając śladem Lutona Sheltona. Aczkolwiek w czerwcu 2008 ogłoszono, że Omotoyossi przenosi się do Al-Nasr w Arabii Saudyjskiej.
Był jednym z dwóch napastników Reprezentacji Beninu, który strzelił gola przeciwko Senegalowi w meczu towarzyskim 7 lutego 2007 roku i strzelił także gola przeciwko reprezentacji Wybrzeża Kości Słoniowej w przegranym 4:1 meczu Pucharu Narodów Afryki rozgrywanym na boiskach Ghany.

## Życie prywatne
Omotoyossi był gorliwym muzułmaninem i twierdził, że posiada tylko jedną książkę – Koran. W wywiadzie udzielonym lokalnej gazecie Helsingborgs Dagblad porównał piłkarzy do prostytutek mówiąc: „Idziemy tam, gdzie są pieniądze”.